# Bernd Kappelhoff
Bernd Kappelhoff (* 22. April 1949 in Emden) ist ein deutscher Historiker und Archivar. Von 2005 bis 2014 war er Präsident des Niedersächsischen Landesarchivs in Hannover.

## Leben
Bereits Kappelhoffs Vater Anton interessierte sich für die Geschichte Ostfrieslands und arbeitete besonders an der Münzgeschichte seiner Heimatregion. Das Standardwerk Anton Kappelhoffs, Die Münzen Ostfrieslands vom frühen 14. Jahrhundert bis 1628, wurde aber erst nach dessen Tod 1982 von seinem Sohn Bernd unter Mitwirkung von Karl Kennepohl herausgegeben.
Bernd Kappelhoff studierte von 1970 bis 1978 an der Universität Hamburg, wo er in jenem Jahr promoviert wurde. Anschließend folgte ein Archivreferendariat am Staatsarchiv Osnabrück und an der Archivschule Marburg (1978 bis 1980). In den folgenden 24 Jahren war Kappelhoff abwechselnd am Staatsarchiv Stade und in der Staatsarchivverwaltung in Hannover tätig: zunächst als Referent in Stade, dann in Hannover, schließlich von 1991 bis 1999 als Leiter des Staatsarchivs Stade und bis Ende 2004 als Leiter des Referats Staatsarchivverwaltung der Niedersächsischen Staatskanzlei. Zum 1. Januar 2005 wurde Kappelhoff zum Präsidenten des Niedersächsischen Landesarchivs ernannt. Im Juni 2014 trat er in den Ruhestand.
Kappelhoff ist Mitglied der Historischen Kommission für Niedersachsen und Bremen und des Wissenschaftlichen Beirats der Johannes a Lasco Bibliothek in Emden.

## Werke (Auswahl)
Als Autor
- Absolutistisches Regiment oder Ständeherrschaft? Landesherr und Landstände in Ostfriesland im 1. Drittel des 18. Jahrhunderts (= Untersuchungen zur Ständegeschichte Niedersachsens. Band 4). Lax, Hildesheim 1982, ISBN 3-7848-2524-9 (teilweise zugleich: Dissertation, Universität Hamburg, 1978).
- Emden als quasiautonome Stadtrepublik. 1611 bis 1749. (= Geschichte der Stadt Emden. Bd. 2; = Ostfriesland im Schutze des Deiches. Band 11). Rautenberg, Leer 1994, ISBN 3-7921-0545-4.
- Die 125jährige Geschichte der als „Spar- und Leih-Casse des Altenlandes“ gegründeten Altländer Sparkasse 1873–1998. Altländer Sparkasse, Jork 1998.
- Der Handel in den Küstenregionen des Königreichs Hannover. In: Karl Heinrich Kaufhold, Markus A. Denzel (Hrsg.): Der Handel im Kurfürstentum / Königreich Hannover (1780–1850) (= Studien zur Gewerbe- und Handelsgeschichte der vorindustriellen Zeit. Band 22). Steiner, Stuttgart 2000, ISBN 978-3-515-07630-2.
- Mit Jan Lokers: Verdener Gerichts- und Geschichtsquellen (1663–1909). Quellenverzeichnis zur Haus-, Hof- und Familiengeschichte im Verdener Raum. Staatsarchiv, Stade 2006, ISBN 3-926948-04-3.

Als Herausgeber
- Mit Thomas Vogtherr: Immunität und Landesherrschaft: Beiträge zur Geschichte des Bistums Verden. Landschaftsverband der Ehemaligen Herzogtümer Bremen und Verden, Stade 2002, ISBN 3-931879-09-7.
- Archivalische Quellen zum Seeverkehr und den damit zusammenhängenden Waren- und Kulturströmen an der deutschen Nordseeküste vom 16. bis zum 19. Jahrhundert. Ein sachthematisches Inventar. Teil 1: Archive im Elbe-Weser-Raum und in Bremen. Vandenhoeck & Ruprecht, Göttingen 2011, ISBN 3-525-35548-3.